# 斗晏水库
斗晏水库，位于江西省寻乌县南端，是东江上游寻乌水上的一座中型水库。1992年9月开工，1999年3月竣工。水库现控制流域面积1714平方千米，总库容9820万立方米，正常蓄水位对应水面面积5.13平方千米。水库大坝为钢筋混凝土防渗面板堆石坝，最大坝高53米，坝长200.53米，坝顶宽7.6米。水库以发电为主，兼有防洪、灌溉等效益。电站为坝后式地面厂房，装机容量3.75万千瓦，年均发电量1.31亿千瓦时。